# 2230 Yunnan
A 2230 Yunnan (ideiglenes jelöléssel 1978 UT1) a Naprendszer kisbolygóövében található aszteroida. Bíbor-hegyi Obszervatórium fedezte fel 1978. október 29-én.